# Naftifine
Naftifine (thương hiệu tên Exoderil) là một thuốc kháng nấm allylamine để điều trị tại chỗ của pedis nấm da, nấm da đùi, và nấm da Corporis (nhiễm trùng nấm).
Naftifine có tác dụng ba: kháng nấm, kháng khuẩn và chống viêm. Cơ chế hoạt động chính xác của nó vẫn chưa được biết, nhưng có thể liên quan đến việc ngăn chặn có chọn lọc sinh tổng hợp sterol thông qua sự ức chế enzym squalene 2,3-epoxidase. Thời gian bán hủy là khoảng 2-3 ngày. Các chất chuyển hóa được bài tiết qua nước tiểu và phân.